# 洛洛 (蒙大拿州)
洛洛（英語：Lolo）是位於美國蒙大拿州米蘇拉縣的普查規定居民點。

## 歷史
洛洛的郵局自1888年營運至今。

## 人口
根據2020年美國人口普查的數據，洛洛的面積為24.95平方千米，當中陸地面積為24.50平方千米，而水域面積為0.45平方千米。當地共有人口4399人，而人口密度為每平方千米176.31人。